# استناد
استناد (به انگلیسی: citation) اصلی‌ترین ابزار در مطالعات کتاب سنجی به‌شمار می‌رود و البته در علم سنجی هم از جایگاهی قابل توجه بهره‌مند است.

در حوزهٔ علوم کتابداری و اطلاع‌رسانی، ساندیسون عقیده دارد که استناد نشان‌دهندهٔ تصمیم نویسنده است که می‌خواهد رابطهٔ میان مدرکی را که دارد تهیه می‌کند با نوشته‌ای دیگر نشان دهد. اسمیت نیز مدعی است که رابطهٔ میان مدارک استنادکننده و استناد شونده با استناد نشان داده می‌شود؛ بنابراین می‌توان گفت از استناد در جایگاه ابرازی یاد شده، که میان اندیشه‌های جدید و اندیشه‌های پیشین پیوند برقرار می‌کند. پیوند علمی میان اندیشه‌ها که از طریق استناد برقرار می‌شود به قدری حائز اهمیت است که بسیاری از صاحب نظران، وجود استناد در یک اثر را نشانهٔ اعتبار  و نبود استناد را به منزلهٔ بی‌اعتباری یا کم‌اعتباری آن در نظر می‌گیرند؛ از سویی دیگر، بسیاری از صاحب نظران بر این باورند که هرگاه تعداد زیادی از آثار به اثری استناد کنند، باید آن را یک اثر حائز اهمیت به‌شمار آورد و این استنادها را تا حد زیادی نشانهٔ اعتبار آن اثر دانست 
اهمیت استناد
استناد به یک اثر، نشان دهنده نفوذ و تأثیر علمی آن است. از همین روست که امروزه ارتباط یک اثر با آثار پیشین را از طریق استناد آن به آثار پیشین سنجش و ارزیابی کرده، جایگاه اثر تولید شده را در شبکه ارتباط‌های علمی مشخص می‌کنند.

پس باید گفت که استناد، معیاری برای محک زدن درجهٔ اعتبار و اصالت مطالب ارائه شده در هرنوشته به‌شمار می‌آید؛ و از این منظر نیز پراهمیت است که امکان به نمایش درآوردن ارتباط میان موضوع‌ها را فراهم می‌سازد و حتی به ترسیم نقشهٔ این ارتباط می‌پردازد.

دیمیتروف در پژوهش خود دلایل زیر را برای استناد کردن بر می‌شمارد:
1. ایجاد پیوند میان اثر مورد نظر با آثار مرتبط پیشین
2. اعتبار بخشی و ادای احترام
3. فراهم آوردن شواهد برای اثبات ادعا و ارائه توضیح‌های لازم

همچنین از نظر کامپاناریو کارکردهای گوناگون استناد عبارت اند از:
1. اعتباربخشی
2. بررسی آثار پیشین
3. مستندسازی
4. وجود عوامل اجتماعی (نوروزی چاکلی، ۱۳۹۰، ص۲۷۹–۲۸۱).